# 5 Taian Dao
Le 5 Taian Dao est un gratte-ciel de 250 mètres construit en 2015 à Tianjin en Chine.